# Fundevogel

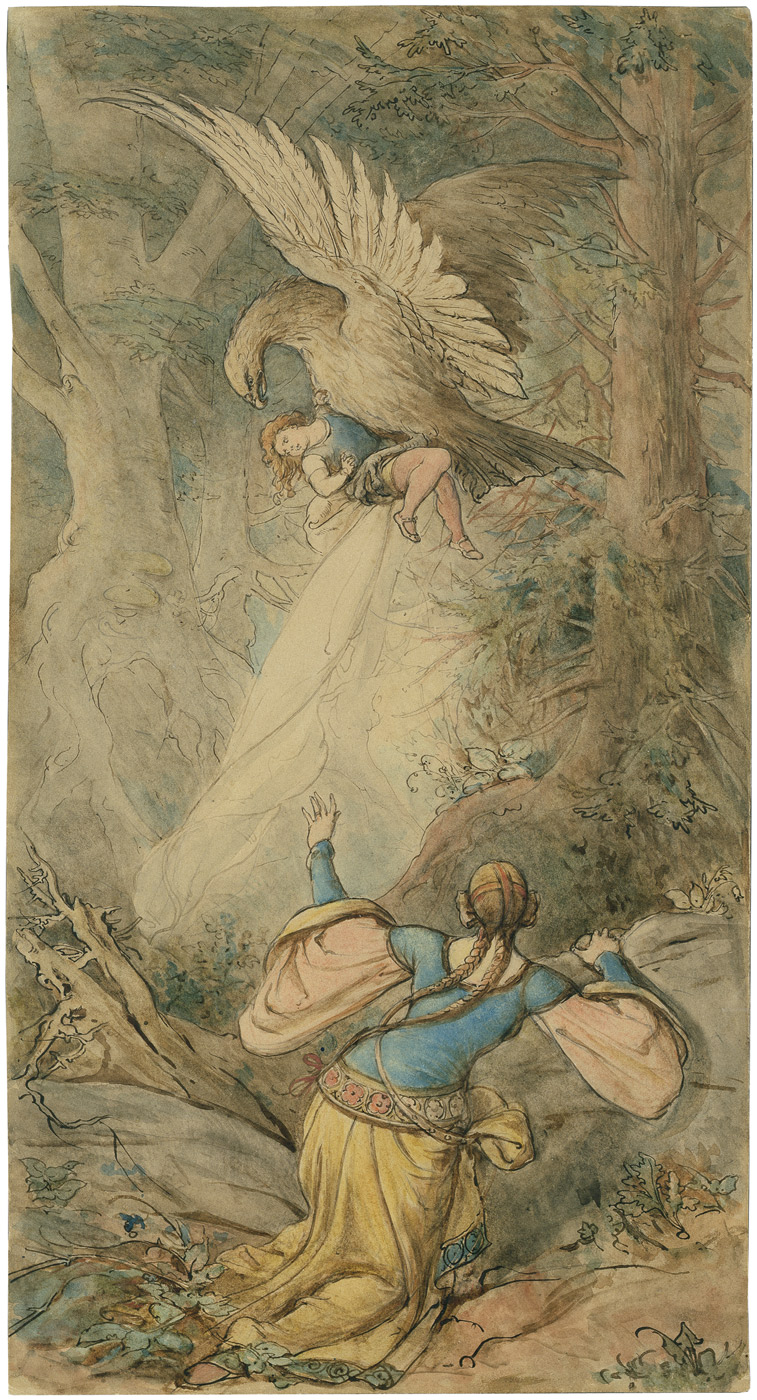
Ferdinand Fellner (1799–1859): Fundevogel

Fundevogel ist ein Märchen (ATU 313). Es steht in den Kinder- und Hausmärchen der Brüder Grimm an Stelle 51 (KHM 51). Bis zur 2. Auflage lautete der Titel Vom Fundevogel.

## Inhalt

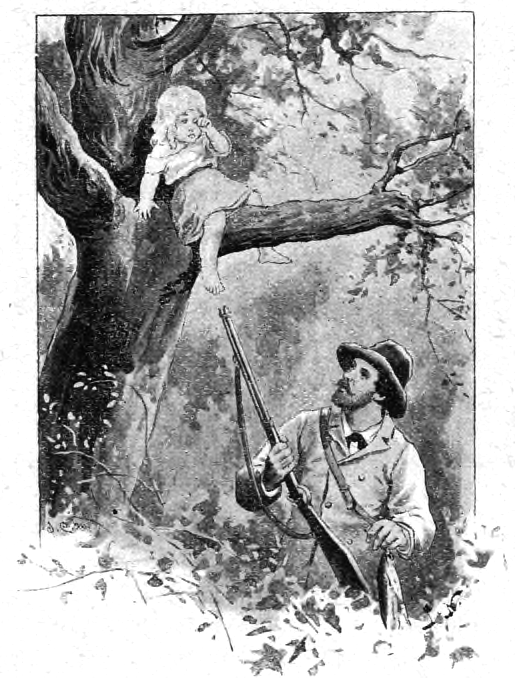
Illustration von Jenny Nyström, 1900

Ein Förster findet ein schreiendes Kind auf einem Baum, das ein Raubvogel aus dem Mutterschoß geraubt hat. Er zieht es mit seiner Tochter Lenchen zusammen auf und nennt es Fundevogel. Eines Abends holt die Köchin viel Wasser und verrät Lenchen, die verspricht, es niemandem zu sagen, dass sie Fundevogel morgen darin kochen will. Als der Förster früh fortgeht, fliehen Lenchen und Fundevogel gemeinsam. Dreimal schickt die Köchin die Knechte nach, aber die Kinder verwandeln sich, einmal in einen Rosenstock mit Blüte, dann in eine Kirche mit einer Krone darin und schließlich in einen Teich mit einer Ente darauf. Die Hexe schickt jedes Mal die Knechte, kommt schließlich selbst und will den See aussaufen, aber die Ente zieht sie hinein. Da muss sie ertrinken, und die Kinder leben froh.

## Herkunft

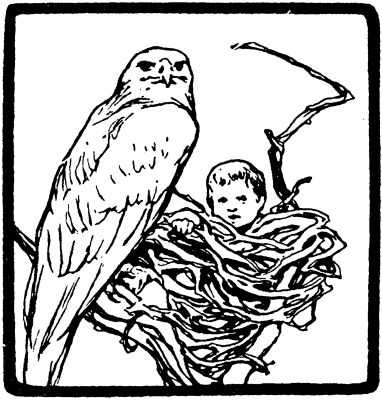
Illustration von Otto Ubbelohde, 1909

Grimms Anmerkung notiert „Aus der Schwalmgegend zu Hessen“ (von Friederike Mannel aus Allendorf), wobei die Köchin auch die Ehefrau sein kann und die Dialoge variieren, z. B. „ihr hättet die Rose nur abbrechen sollen, der Stock wäre schon nachgekommen“. Sie vergleichen Voß’ Anmerkungen zu seiner neunten Idylle (Der Riesenhügel, 1778), „Rolf Krakes Sage Cap. 2“, Colshorn Nr. 69, aus ihrer eigenen Sammlung KHM 56 Der Liebste Roland. Gegenüber der erhaltenen Handschrift wurde der Findling Karl zum Erstdruck 1812 in Fundevogel umbenannt, der Text entsprechend betitelt, sonst nur sprachlich gerundet. Das vierfach wiederholte Treueversprechen zwischen Lenchen und Fundevogel, „Da sprach Lenchen zum Fundevogel: ‚Verläßt du mich nicht, so verlaß ich dich auch nicht:‘ so sprach der Fundevogel, ‚nun und nimmermehr‘“, erinnert an einen Brief Jacob Grimms an seinen Bruder 1805: „Denn, lieber Wilhelm, wir wollen uns einmal nie trennen“. Die Schlussformel „und wenn sie nicht gestorben sind …“ kannten sie aus der mündlichen Erzähltradition. Walter Scherf zufolge war es Jacob Grimm, der die Verbindung zu Familie Mannel hielt, wohl den Titel hinzufügte und den Knaben so nannte. Die Niederschrift sei von Brentanos Wunderhorn-Redaktion geprägt. Wie bei allen Zaubermärchen vom Typ 313 A sei die Form verkürzt, indem der anschließende Tabubruch des Liebenden fehlt, das dreimal wiederholte Treueversprechen insofern hier ein blindes Motiv. Vgl. KHM 193 Der Trommler.
Zur bösen Stiefmutter vgl. KHM 11 Brüderchen und Schwesterchen, KHM 13 Die drei Männlein im Walde, KHM 15 Hänsel und Gretel, KHM 21 Aschenputtel, KHM 130 Einäuglein, Zweiäuglein und Dreiäuglein, KHM 135 Die weiße und die schwarze Braut, KHM 141 Das Lämmchen und Fischchen, zu magischen Flucht KHM 56 Der Liebste Roland, KHM 79 Die Wassernixe, KHM 113 De beiden Künigeskinner, KHM 70a Der Okerlo. Vgl. in Giambattista Basiles Pentameron III,9 Rosella. Vgl. in Ludwig Bechsteins Deutsches Märchenbuch Nr. 10 Der alte Zauberer und seine Kinder, Nr. 14 Der goldne Rehbock und in der Ausgabe von 1845 Die drei Nüsse. Dass Greifvögel kleine Kinder stehlen könnten, ist vielleicht ein alter Aberglaube.

## Interpretation

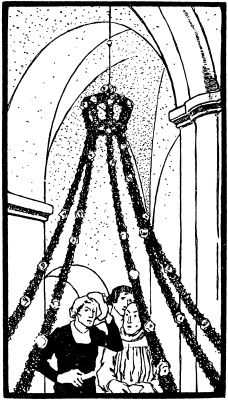
Illustration von Otto Ubbelohde, 1909

Edzard Storck sieht den Anfang als Bild, wie der Mensch eine Elementarwelt verlassen muss – „als wäre man sehr schwer geworden, als habe man Flügel gehabt …“
Tiefenpsychologisch bedeutet das Märchen laut Eugen Drewermann eine Entwicklungsgeschichte der schwierigen Loslösung von einer ängstlich-überfürsorglichen Mutter (wie in Brüderchen und Schwesterchen). Dies hinterlasse aber Ungereimtheiten, z. B. dass die Köchin den Mordplan Lenchen verrät, das seinerseits dem Vater nichts sagt und einschläft. Auch fehlt ein erlösendes Schlussmotiv der Liebe. Stimmiger sei die Deutung als Gleichnis auf die menschliche Existenz (wie Frau Holle): Angesichts der verschlingenden Stiefmutter Natur droht sich die Psyche in Ich und Unbewusstes zu spalten. Ersteres (Fundevogel) ignoriert den Tod, letzterer (Lenchen) lebt mit ihm. Der Angst der Vergänglichkeit entgeht man in steter Wandlung: Blume, Kirche und See sind Bilder jugendlicher Fülle, geistiger Reife und existentieller Unendlichkeit (vgl. Seelenvogel Ba und Hathor).
An anderer Stelle deutet Drewermann die drei Verwandlungen von Fundevogel und Lenchen als Antworten auf die Drohung des Todes, dargestellt durch die alte Köchin:
- Rosenstock und Rose stellen die Antwort der Jugend auf die Todesdrohung dar: „Es ist die unmittelbarste, fröhlichste und heiterste Reaktion auf die Nähe des Todes, sich seinen Augen zu entziehen in dem Blühen und Reifen jugendlicher Schönheit.“
- Kirche und Krone sind die entsprechende Antwort in der Mitte des Lebens: „Ein jeder Mensch ist der Souverän seines eigenen Lebens, ein jeder besitzt in sich selbst eine unableitbare Würde und Größe, und jeder ist autonom in seinem Fühlen und Denken, sobald seine Stirn sich ziert mit dem Diadem ihrer Freiheit.“
- See und Ente repräsentieren die Haltung gegenüber dem Tod im vorrückenden Alter: Sie sind „Symbol einer Verwandlung, die den Tod selber zu töten vermag, indem sie das Wunder der Schöpfung der Welt im Leben eines einzelnen Menschen erneuert und ihn, der in der Zeit aus dem Nichtsein entstand, aus der Vergänglichkeit der Zeit in ein Dasein jenseits von Zeit und Raum entläßt.“[8]

Wilhelm Salber sieht hier ein Pendeln zwischen Bestimmtem und Unbestimmtem aus Angstliebe zu unbestimmten Verwandlungen. Regina Kämmerer beobachtet, dass die gemeinsame Formel verwandelt, weshalb die Knechte sie gar nicht sehen, wie eine Schutzmeditation.

## Rezeptionen

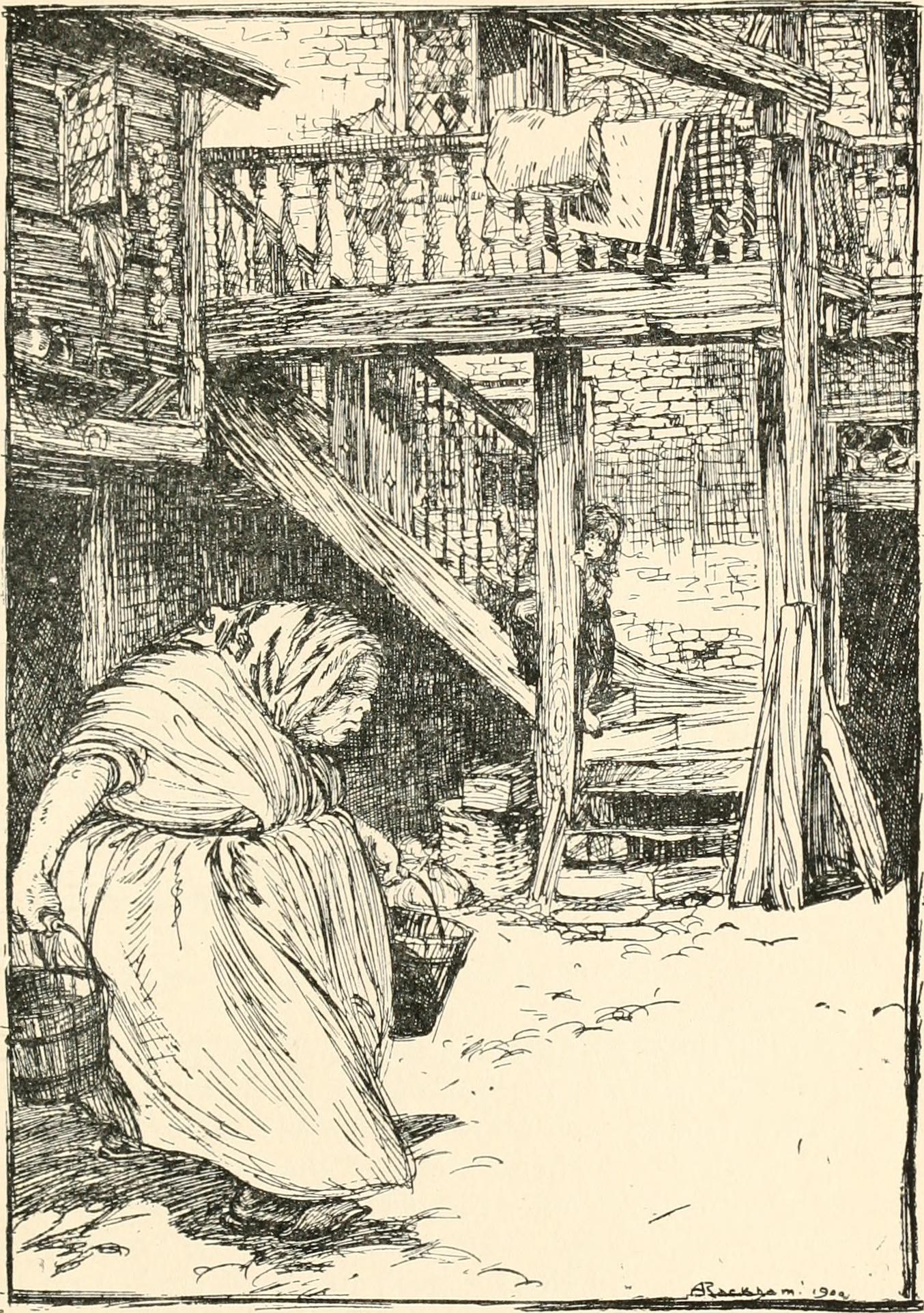
Illustration von Arthur Rackham, 1916

Peter Härtling verlegt das Märchen in die Nachkriegszeit: Ein alter Mann nimmt zwei Findelkinder auf, seine Schwester verjagt sie und lässt Soldaten suchen, die Kinder tarnen sich als Bäume und als Grabhügel. Cordula Tollmiens Roman Fundevogel handelt von einem Findelkind zur Nachkriegszeit.
Eine Zeitschrift Fundevogel zu Kinderliteratur und -theater erschien von Wolfgang Schneider und Winfred Kaminski im Schneider Verlag 1984 bis 2004. Auch Buchläden, Antiquariate oder Förderschulen heißen so.
Ein Kurz-Experimentalfilm Fundevogel erschien 1967 von Claudia von Alemann (22 min.).